# Arnold von Biegeleben
Arnold  Freiherr von Biegeleben (Darmstadt, 16 aprile 1883 – Jullouville, 11 ottobre 1940) è stato un militare tedesco.

## Biografia
Von Biegeleben nacque a Darmstadt il 16 aprile 1883 in seno a un'antica e nobile famiglia tedesca di rango baronale.
Biegeleben entrò il 29 marzo 1901 come cadetto del 1º reggimento d'artiglieria dell'esercito granducale dell'Assia e successivamente venne promosso sottotenente alla metà di agosto del 1902, diplomandosi nel 1905 nell'uso dell'artiglieria da campo. Dal 1906 al 1908 fu aiutante della 2ª divisione per poi venire promosso il 18 agosto 1910 al rango di tenente.
Con lo scoppio della prima guerra mondiale, von Biegeleben venne impiegato col suo reggimento sul fronte occidentale. Capitano dall'8 ottobre 1914, il 1º febbraio 1917 divenne comandante di una batteria. Per i suoi successi durante la guerra, von Biegeleben venne premiato con entrambe le classi della croce di ferro, con la croce di Cavaliere dell'Ordine Reale di Hohenzollern con le spade e della medaglia al valore dell'Assia.
Dopo l'armistizio di Compiègne, tornò in Germania quando il suo reggimento venne smobilitato e trascorse un anno come aiutante del comando generale del VI corpo di riserva attivo sul fronte est. Venne quindi trasferito provvisoriamente al Reichswehr ed assegnato al 6º reggimento cavalleggeri dove prestò servizio dal 15 giugno 1921 al 31 gennaio 1925 come capo del 1º squadrone per poi essere promosso dal 1º novembre 1924 al grado di maggiore. Successivamente, venne trasferito nello staff della 1ª divisione di cavalleria a Francoforte sull'Oder. Il 1º aprile 1929 assunse il grado di comandante del suo reggimento sino al 30 aprile 1935 e venne promosso colonnello. Venne promosso quindi maggiore generale e nominato comandante della cavalleria di Hannover. Dopo l'ulteriore promozione a tenente generale il 1º marzo 1938 gli venne affidato il comando della 6ª divisione di fanteria.
Con la mobilitazione generale tedesca per l'inizio della seconda guerra mondiale, la sua divisione venne inizialmente utilizzata per proteggere il confine occidentale e nel 1940 marciò alla volta del Lussemburgo e del Belgio e poi da lì si portò in Francia. Per i suoi servigi von Biegeleben ricevette il 5 agosto 1940 la croce da cavaliere dell'ordine della Croce di ferro. Dopo la fine della campagna d'invasione, rimase in servizio localmente con le proprie truppe in Francia.
Morì a Jullouville, in Francia, nel 1940 per un attacco di cuore.